# Riu Yobe
El riu Yobe, també anomenat Komadougou Yobe o Komadougou-Yobe (en francès: Komadougou Yobé) és un riu de l'Àfrica occidental que desemboca al llac Txad després de creuar Nigèria i el Níger.  Entre els seus afluents destaquen el riu Hadejia, el riu Jama'are i el riu Komadugu Gana. El riu forma una petita part de la frontera internacional entre Níger i Nigèria.
El seu cabal és molt escàs durant bona part de l'any, arribant a assecar-se durant l'hivern i la primavera.
Hi ha preocupacions sobre els canvis en el cabal del riu, l'economia i l'ecologia per la construcció de diversos embassaments en la part superior del riu. El més gran construït és l'embassament de Tiga, a l'estat de Kano, i s'està planificant la construcció de la presa Kafin Zaki, a l'estat de Bauchi.